# Layla El
Layla El (* 25. června, 1977) je v Anglii narozená americká tanečnice, modelka, herečka a bývalá profesionální wrestlerka marockého původu. Je známá ze svého působení ve WWE, kde je bývalou  Divas šampiónkou.
Poté, co vystudovala vysokou uměleckou školu, byla Layla tanečnice pro Carnival Cruise Lines a Miami Heat. Také tančila v roce 2006 pro Kanye West na MTV Video Awards. V tom samém roce byla soutěžící v Diva Search. Tuto soutěž vyhrála a získala kontrakt s WWE.
Zpočátku se objevovala na show SmackDown a v lednu 2007 byla přesunuta do ECW kde společně s Kelly Kelly a Brooke Adamsovou vytvořila taneční skupinu Extreme Exposé. V roce 2008 se začala objevovat na Raw kde dělala manažerku Williamu Regalovi. V následujícím roce se vrátila do SmackDownu kde se spojila s Michelle McCoolovou a společně vytvořily tým zvaný Lay-Cool. V květnu 2010 Layla vyhrála svůj první Women's titul a tím se stala první britskou ženou která tento titul kdy držela. Stala se vůbec první Diva Search vítězkou, která kdy vyhrála nějaký titul. Držela ho do roku 2010 dokud nebyl z WWE odebrán. V dubnu 2012 po svém návratu z celoroční nepřítomnosti z důvodu zranění získala Divas šampionát. Ten prohrála v zápase s Eve Torresovou na show Night of Champions 16. září 2012.

## Taneční kariéra
Vystupovala tanečnice pro Carnival Cruise Lines. Poté začala tančit pro Národní basketbalovou asociaci. Mezitím se objevila i jako záložní tanečnice pro Johna Legenda. Také si zatancovala s Kayne Westem na MTV Video Music Awards.

## World Wrestling Entertaiment / WWE
V roce 2006 po výhře v soutěži Diva Search získala odměnu v podobě 250.000$ a smlouvy s WWE. Svůj oficiální televizní debut proběhl na show SummerSlam 2006 v zákulisním segmentu s ostatními divami. Týden po této show se objevila na SmackDownu v rozhovoru s Mikem "The Miz" Mizaninem. Poté na televizních obrazovkách nevystupovala skoro měsíc, až 22. září se dostala do feudu s Kristal a Jillian Hallovou. Svůj ringový debut si udělala ve velkém Divas Battle Royal. Tento zápas ale skončil přerušením The Mize který vyhlásil Kristal vítězkou. Další epizodu SmackDownu se spojila s Big Vito, bohužel ale prohráli nad The Mizem a Kristal. Ve svém posledním SmackDown zápase se společně s Ashley Massaro postavila Jillian Hall a Kristal které porazily.
23. ledna 2007 byla přesunuta do rosteru ECW kde se přidala k Brooke a Kelly do skupiny Extreme Exposé. Trio každý týden na ECW předvádělo taneční vystoupení. Dne 1. listopadu byla Brooke z WWE propuštěna a skupina Extreme Exposé se rozpadla. Layla začala mít feud s Kelly. Na show Backlash byla Layla ve vítězném týmu v Divas zápase. Jako součást Supplemental Draft 2008 byla přesunuta do Raw. 7. července společně s Jillian byla poražena týmem Mickie James a Kelly. Layla se stala manažerkou Williama Regala který 10. listopadu vyhrál Intercontinental titul. 5. dubna se na WrestleManii XXV Layla účastnila Divas Battle Royal, tento zápas ale vyhrál Santino Marella.
Dne 15. dubna 2009 byla Layla přesunuta do SmackDownu. Začala mít feud s Eve Torresovou. Před tím, než jí Eve 29. května porazila měly spolu taneční soutěž a páku. Poté, co jí Eve znovu porazila si podaly ruce. Layla se spojila s Michelle McCoolovou a vytvořily duo Lay-Cool. Na show TLC Layla zasáhla do zápasu o Women's titul mezi Michelle a Mickie a pomohla tak Michelle si titul obhájit. V lednu 2010 na Royal Rumble vyzývala Mickie k zápasu proti Michelle, nicméně, Mickie jí napadla a rychle potom i Michelle a tím titul získala. Později se stala jejich manažerkou Vickie Guerrero. Na show Elimination Chamber Lay-Cool porazily Gail Kim a Maryse.

Na epizodě SmackDown, která se konala 14. května, se tým Lay-Cool postavil Beth Phoenix v handicap zápase. Layla odpinovala Beth a stala se tak novou Women's šampiónkou. Krátce potom se s Michelle o titul podělila a byly něco jako "týmové šampionky". 1. června se Lay-Cool staly manažerkami Kaval pro druhou sezónu WWE NXT. O měsíc později Theodore Long řekl Lay-Cool, že může být jen jedna Women's šampionka a že mají týden na rozhodnutí, kdo z nich to bude. Další týden si Lay-Cool titul přestřihly a každá z nich měla půlku. Na Night of Champions tým porazil Divas šampionku Melinu a tím vyměnili Women's titul za Divas. Na Survivor Series svůj titul ztratily tím, že je porazila Natalya. 

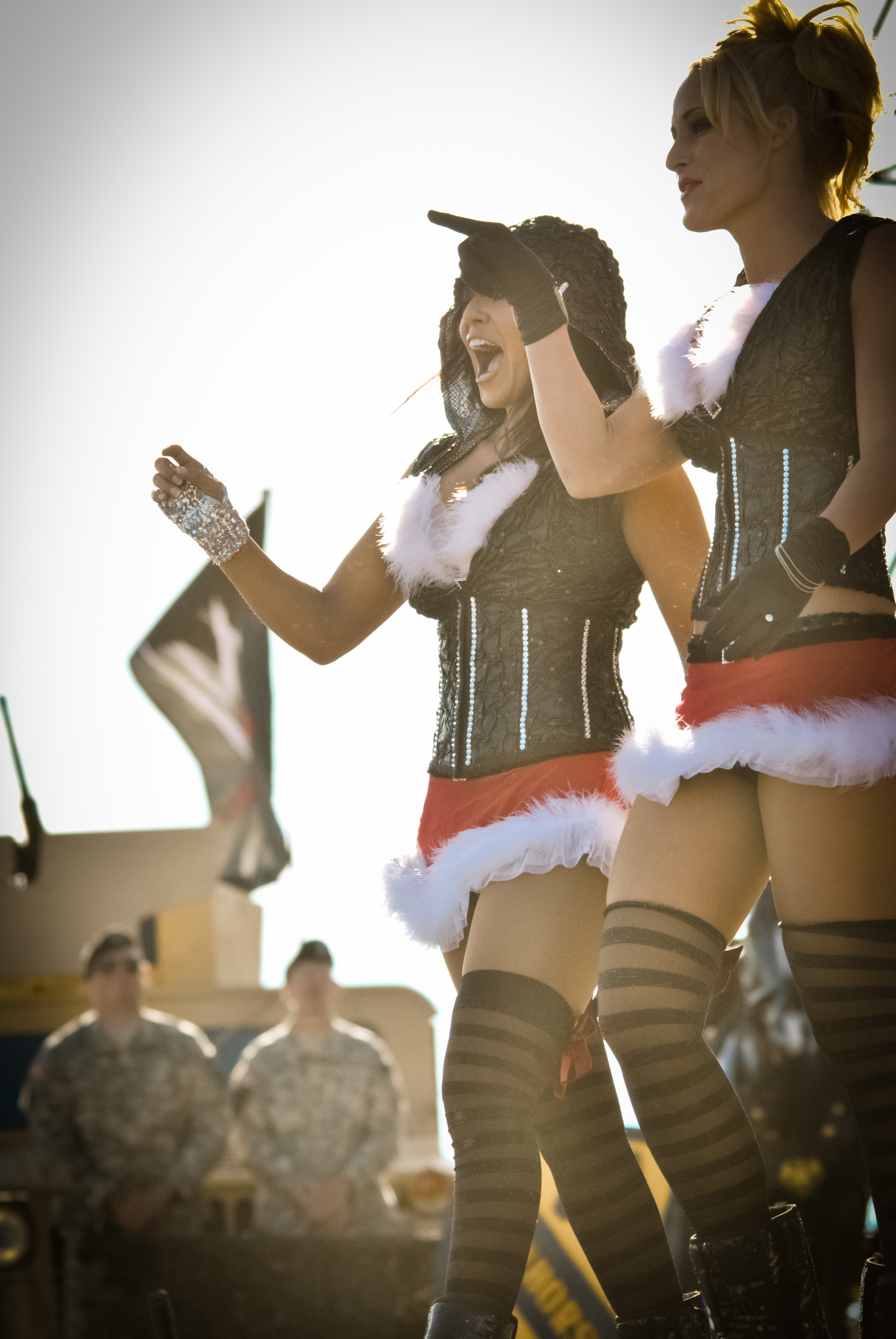
LayCool v roce 2010 na Tribute to the Troops

Po této ztrátě se tým Lay-Cool začal hádat a chodit na terapie pro páry. 22. dubna na epizodě SmackDown Michelle napadla Laylu. V důsledku hádek se proti sobě postavily v zápase na show Extreme Rules (1. května) kde nebyla žádná diskvalifikace a poražený musel opustit WWE. Tento zápas vyhrála Layla.
Layla oznámila že utrpěla zranění kolene poté, co na ní 13. května 2011 v epizodě SmackDown zaútočila Kharma. Později ten samý měsíc bylo potvrzeno že si Layla roztrhla vazy v koleně. To jí odstranilo na dlouhou dobu z televizních obrazovek. Do ringu se vrátila 22. března 2012 na Florida Championship Wrestling. Do hlavního WWE rosteru se vrátila 19. dubna na Extreme Rules 2012. Nahradila Beth Phoenix která byla těžce zraněná a zápasu se účastnit nemohla. Šlo o zápas proti Nikki Bella o Divas titul. I přes přerušení Brie Belly ji Layla porazila a stala se tak novou Divas šampionkou. Následující večer na Raw si titul proti Nikki obhájila.

## Modeling
Před vítězstvím v Diva Search se Layla věnovala i modelingu. Objevila se v časopisech jako King, Smooth a stala se dívkou na titulní stránce v prvním vydání časopisu Liquid. Společně s členkami Extreme Exposé pózovala pro magazín FHM. Spolu s Beth Phoenix a Candice Michelle byla v únoru 2009 v časopise FLEX.

## Ostatní media
V dubnu 2007 si společně s Ashley Massaro, Kelly, Brooke Adams, Maryse a Torrie Wilson zahrála ve videoklipu Timbalanda, Throw It On Me. 5. listopadu 2007 se objevila v pěti epizodách seriálu Family Feud.

## Osobní život
Layla se narodila a vyrůstala v Anglii a je marockého původu. Její otec pochází ze Španělska. Její matka zemřela v srpnu 2008. Layla dříve žila v Miami na Floridě a v Los Angeles, Kalifornie.